# Saint-Marcel-d'Urfé
Saint-Marcel-d'Urfé is een gemeente in het Franse departement Loire (regio Auvergne-Rhône-Alpes) en telt 291 inwoners (2004). De plaats maakt deel uit van het arrondissement Roanne.

## Geografie
De oppervlakte van Saint-Marcel-d'Urfé bedraagt 14,1 km², de bevolkingsdichtheid is 20,6 inwoners per km².
De onderstaande kaart toont de ligging van Saint-Marcel-d'Urfé met de belangrijkste infrastructuur en aangrenzende gemeenten.

## Demografie
Onderstaande figuur toont het verloop van het inwonertal (bron: INSEE-tellingen).